# 바르바라 지 포르투갈 왕녀
포르투갈의 바르바라 또는 바르바라 데 브라간사(Bárbara de Braganza, 1711년 12월 4일 ~ 1758년 8월 27일)는 스페인 국왕 페르난도 6세의 아내로, 스페인의 왕비이다.

## 생애

### 유년기
바르바라의 부모는 포르투갈의 왕 주앙 5세와 그 왕비 마리아 안나로, 결혼한 지 3년이 지나도록 자식이 없자 주앙 5세는 아이가 태어나면 신에게 감사하는 의미로 수도원을 짓겠다고 맹세했다. 그리고 두 사람의 첫 번째 아이인 바르바라가 태어났고, 주앙 5세는 마프라에 수도원을 지었다. 그녀의 이름은 그녀가 태어난 날의 성인인 바르바라를 본따 지어진 것으로 포르투갈 왕실에서는 처음으로 쓰여진 것이었다. 바르바라는 남동생이 태어날 때까지 포르투갈의 왕위 후계자였으며, 상질의 교육을 받으며 자랐다. 그녀는 특히 음악을 좋아했는데, 포르투갈의 궁정악장 도메니코 스카를라티에게 하프시코드를 배우기도 했다.

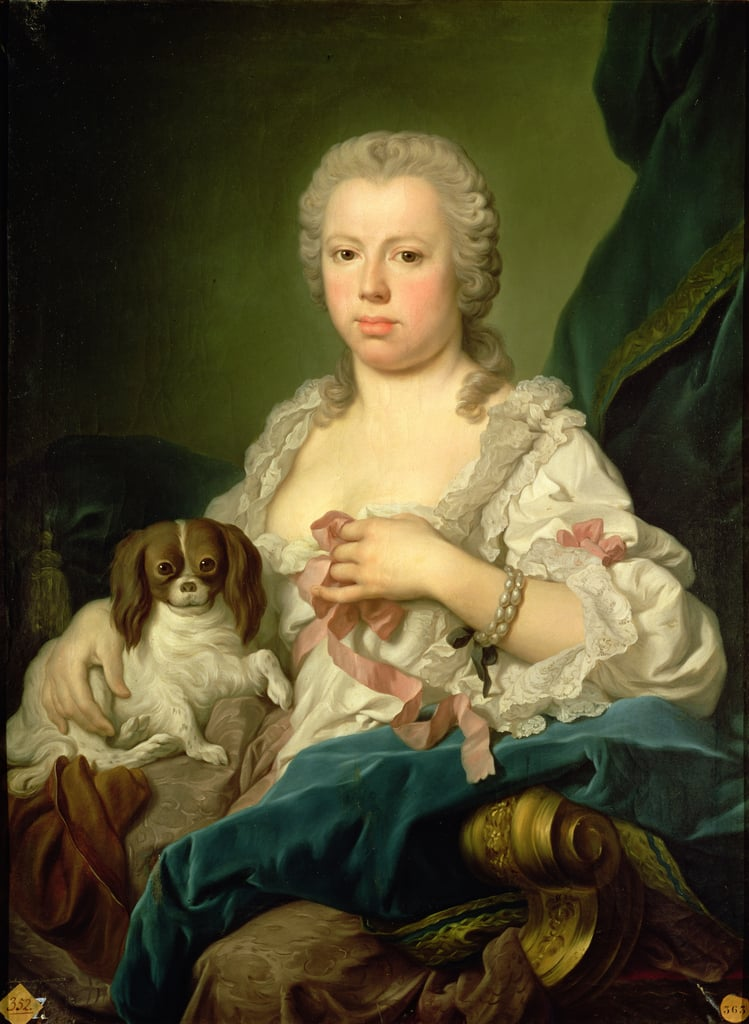
만년의 바르바라

### 스페인 왕비
1729년 바르바라는 두 살 연하의 스페인 왕태자 아스투리아스 공과 결혼했다. 남편인 페르난도와는 음악을 좋아한다는 점에서 취향이 비슷했고 부부 사이는 원만했다. 그러나 1733년에 유산을 한 것 외에 평생 자식이 없었다. 바르바라는 평생 천식으로 고생했고 만년에는 과체중이 되었다. 한편, 바르바라의 결혼에 동행해 마드리드에 정착한 스카를라티는 바르바라를 위해 100곡에 달하는 쳄발로 소나타를 작곡했다.
| 전임 이사벨 디 파르네시오 | 스페인 왕비 1746년 7월 9일 ~ 1758년 8월 27일 | 후임 작센의 마리아 아말리아 |